# Маяк Шангина
Маяк Шангина — горная вершина западного Алтая, высшая точка Алтайского края (2490 м). Расположена на границе Чарышского района Алтайского края и Усть-Канского района Республики Алтай. До 2013 года вершина оставалась безымянной, а название Маяк Шангина — в честь известного исследователя, геолога и ботаника XVIII в. Петра Шангина — было неофициальным.

## История названия
В 2011 году журналист газеты «Алтайская правда» Анатолий Муравлев выступил с идеей дать официальное название вершине к 75-летнему юбилею Алтайского края. Редакцией был объявлен конкурс на название вершины. Слово «Маяк» в наименовании — дань традиции называть так горные вершины на юге Алтайского края.
В августе того же года на эту гору планировалась экспедиция, участниками которой предстояло стать тому же Анатолию Муравлеву, географу Дмитрию Лебедю и директору барнаульского Музея Времени Сергею Скворцову. Но подняться на вершину тогда не удалось из-за неожиданного снегопада, который разразился 7 августа. Уже зимой в начале 2012 года экспедиция географов под руководством Дмитрия Лебедя и Анны Котелевец в составе Александра Маслова, Дмитрия Николаева, Анны Караваевой и Полины Майстер в тяжелейших условиях выполнила работы по географическому описанию вершины для дальнейшего документального оформления её названия.
Название Маяк Шангина присвоено постановлением правительства Российской Федерации от 15 февраля 2014 г. N 107 «в память о горном специалисте, минералоге П. И. Шангине, внесшем значительный вклад в изучение и освоение Алтайского края».

## Физико-географическая характеристика

### Общее описание объекта
Представляет собой остроконечную вершину обособленного горного массива, вытянутого в меридиональном направлении на 2 км. Данный массив задернован до высоты около 2200 метров над уровнем моря, выше находятся обнажённые скалы и каменистые россыпи. Склоны массива крутые, кроме пологого южного, восточный — отвесный. Маяк Шангина принадлежит к системе Коргонского хребта, являясь его высочайшей точкой.

### Геологическая характеристика
Горное образование относится к девонской системе, возраст 55—60 млн лет, представлено песчаниками, сланцами, порфиритами, туфами, известняками и конгломератами.

### Климат
В данном районе климат умеренно континентальный, среднегодовое количество осадков 800—1000 мм, среднегодовая температура положительная — около 2 °C.

### Современное оледенение
Оледенение отсутствует; на восточном склоне находятся снежники.

### Гидрография
Данный массив является водоразделом рек Тургунсу (южный и восточный склоны) и Красноярка (западный и северный склоны). У подножия расположены около десятка озёр различного размера, дающих начало данным рекам.

### Растительный и животный мир
Растительность представлена у подножия темнохвойными высокотравными лиственично-кедровыми лесами, выше 2000 м над уровнем моря — субальпийскими высокотравными и низкотравными альпийскими лугами в сочетании с ёрниками. Животный мир: из млекопитающих встречаются грызуны — суслик, бурундук; хищники — колонок, лисица; парнокопытные — косуля, марал. Большое разнообразие птиц, в реках водится хариус.

### Хозяйственная освоенность
У подножия расположено несколько стоянок пастухов, выше границ леса — множество пастбищ. Территория не имеет охранного статуса.